# ウィリアム・リヴィングストン (第3代キルシス子爵)
第3代キルシス子爵ウィリアム・リヴィングストン（英語: William Livingston, 3rd Viscount Kilsyth、1650年3月29日 – 1733年1月12日）は、スコットランド貴族。1685年と1702年の2度にわたってスコットランド王国議会を務めたほか、1710年から1714年までスコットランド貴族代表議員を務めたが、1715年ジャコバイト蜂起への加担により財産を没収され、爵位も剥奪された。

## 生涯
初代キルシス子爵ジェームズ・リヴィングストンとユーフェイム（Euphame、旧姓カニンガム（Cunningham）、サー・デイヴィッド・カニンガムの娘）の息子として、1650年3月29日に生まれた。グラスゴー大学で教育を受けた。
1685年、スターリングシャー選挙区から選出されてスコットランド王国議会議員を務めた。
1688年に初代ダンディー子爵ジョン・グラハムの陰謀に加担したことで逮捕され、エディンバラで投獄されたが、間一髪で処刑を免れた。1690年にいったん釈放されるものの1692年に再逮捕され、1694年5月10日にイングランド、スコットランド、アイルランドからの国外退去を条件に釈放された。しかし後に釈放され、1702年から1706年にかけて再びスターリングシャー選挙区から選出されてスコットランド王国議会議員を務め、1706年に兄ジェームズが死去するとキルシス子爵位を継承した。議会ではスコットランド王国とイングランド王国の合同に反対した。
1708年3月、フランスによるイギリス侵攻計画により急遽再逮捕された。1710年から1714年までトーリー党の一員としてスコットランド貴族代表議員を務めたが、1715年ジャコバイト蜂起でジャコバイトの1人として加担したため、議会立法を経て私権剥奪され、毎年864ポンドが得られる領地と爵位が没収された。リヴィングストン自身はアウター・ヘブリディーズのサウス・ウイスト島を経て1716年5月9日にフランス王国のブルターニュに上陸、亡命に成功した。1718年10月には教皇領のウルビーノでジェームズ老僭王に謁見し、老僭王の大臣の1人を務めた。
1733年1月12日にローマで死去、すでに剥奪されていたキルシス子爵位は完全に廃絶した。

## 家族
1692年/1693年、初代ダンディー子爵ジョン・グラハムの未亡人ジーン（Jean、コクラン卿ウィリアム・コクランの娘）と結婚した。2人の間で息子が生まれたが、1695年10月16日にユトレヒトで家屋が倒壊して息子とともに死亡した。その後、リヴィングストンはバーバラ・マクドゥーガル（Barbara Macdougall、ヘンリー・マクドゥーガルの娘）と再婚した。